# ليغروف (بيدفوردشير)
ليغروف (بالإنجليزية: Leagrave)‏ هي قرية تقع في المملكة المتحدة في لوتن. يقدر عدد سكانها بـ 12,910 نسمة .